# Luyten 726-8

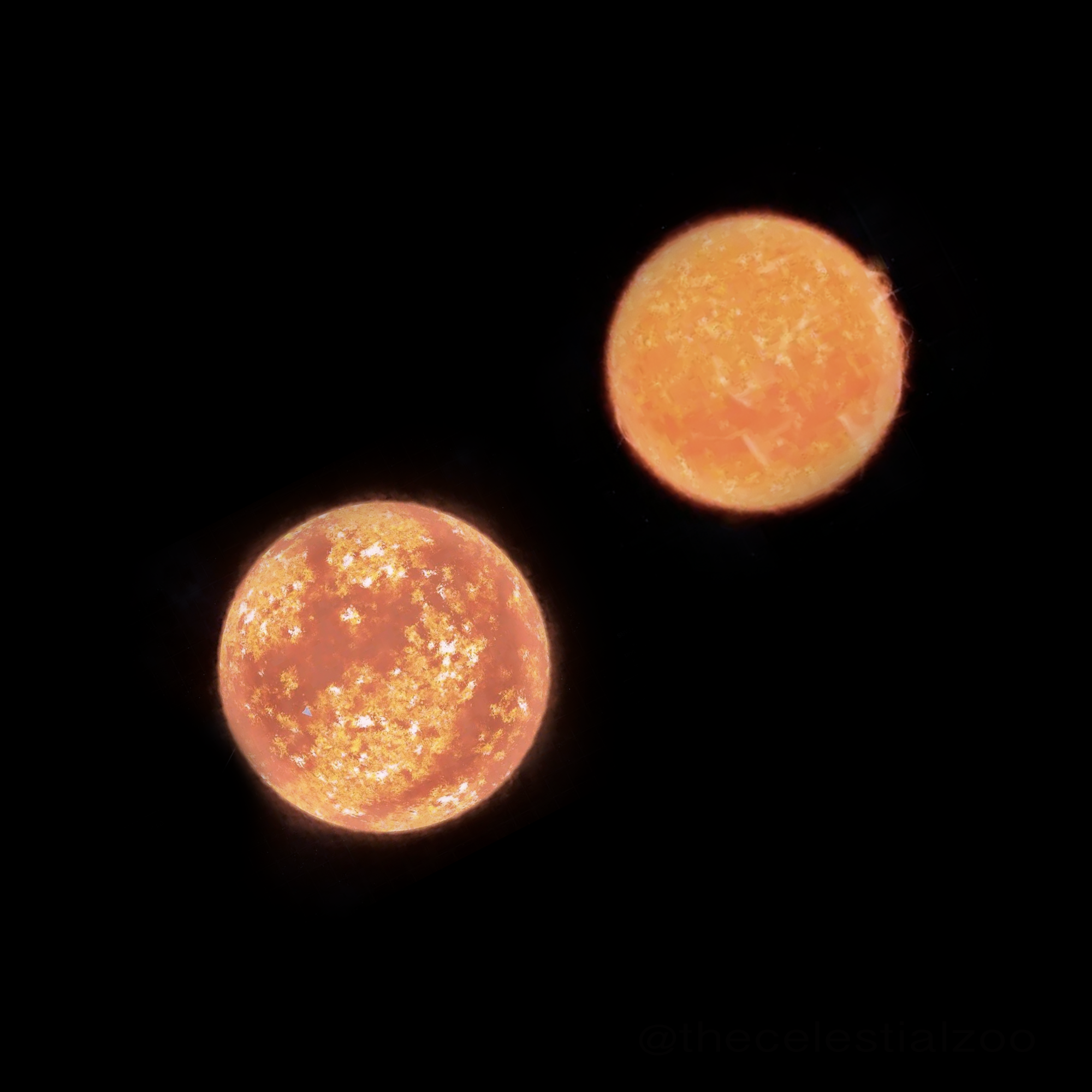
Concepción artística de las dos estrellas del sistema estelar

Luyten 726-8 (L 726-8 / Gliese 65) es el octavo sistema estelar más cercano al sistema solar, estando situado a 8,73 años luz de distancia.
Las estrellas más cercanas a este sistema son τ Ceti e YZ Ceti, respectivamente a 3,2 y 3,6 años luz de distancia.
Visualmente se encuentra en la constelación de Cetus, al noreste de Deneb Kaitos (β Ceti), no siendo visible a simple vista. Fue descubierto en 1949 por Willem Jacob Luyten cuando estaba recopilando datos para un catálogo de las estrellas con mayor movimiento propio; observó su movimiento propio especialmente alto de 3,37 segundos de arco por año, denominando al sistema Luyten 726-8. Las estrellas que lo forman son dos enanas rojas; una de ellas, Luyten 726-8 B —conocida como UV Ceti—, es un ejemplo típico de estrella fulgurante.
Luyten 726-8 B (GJ 65 B / LHS 10) tiene tipo espectral M6V y su masa es un 10 % de la masa solar. En condiciones normales su luminosidad es inferior a cuatro cienmilésimas de la luminosidad solar, pero puede multiplicar su brillo por cinco en menos de un minuto para después regresar a su brillo normal en unos dos o tres minutos. En 1952 su brillo aumentó 75 veces en cuestión de 20 segundos.
Aunque Luyten 726-8 B no fue la primera estrella fulgurante en descubrirse, es un ejemplo notable de esta clase de variables, y de hecho este tipo de estrellas también son llamadas estrellas UV Ceti.
La otra componente, Luyten 726-8 A (GJ 65 A / LHS 9) —también llamada BL Ceti—, es asimismo una estrella fulgurante, pero no de carácter tan acusado como su compañera. De tipo espectral M5.5Ve, su masa y diámetro son prácticamente iguales a los de Luyten 726-8 B, con una luminosidad inferior a 6 cienmilésimas de la del Sol. Ambas estrellas se mueven en una órbita elíptica a una distancia promedio de 5,5 UA; mientras que en el periastro la separación es de 2,1 UA, en el apoastro —máxima separación— ésta llega a las 8,8 UA. La duración del periodo orbital es de 26,5 años.
La edad estimada de este sistema es de 600 millones de años.
Aunque se ha postulado la posible existencia de dos planetas mayores que Júpiter alrededor de Luyten 726-8 A —el primero con una masa un 10 % mayor que la de Júpiter y el segundo con una masa un 40 % mayor—, las últimas investigaciones llevadas a cabo con el telescopio espacial Hubble no han encontrado evidencias de la presencia de objetos del tamaño de un planeta gigante o de una enana marrón.